# Juvigny-sur-Loison
Juvigny-sur-Loison är en kommun i departementet Meuse i regionen Grand Est (tidigare regionen Lorraine) i nordöstra Frankrike. Kommunen ligger i kantonen Montmédy som tillhör arrondissementet Verdun. År 2022 hade Juvigny-sur-Loison 248 invånare.

## Befolkningsutveckling
Antalet invånare i kommunen Juvigny-sur-Loison
| Referens: INSEE |